# 73 км (зупинний пункт, Дніпровська дирекція Придніпровської залізниці)
73 кіломе́тр — пасажирський зупинний пункт Дніпровської дирекції Придніпровської залізниці на лінії Роз'їзд № 5 — Павлоград I між станціями Богуславський (17 км) та Миколаївка-Донецька (11 км). Розташований в селі Миколаївка Синельниківського району Дніпропетровської області.

## Пасажирське сполучення
Раніше на платформі 73 км зупинялися електропоїзди до станцій Авдіївка та Лозова.
Зараз зупиняється лише приміський електропоїзд Лозова – Покровськ. 